# Born to Be Wild
Born to Be Wild is een nummer van de Canadese band Steppenwolf. Het nummer werd uitgebracht op hun naar de band vernoemde debuutalbum uit 1968. Op 19 mei van dat jaar werd het nummer uitgebracht als de derde en laatste single van het album.

## Achtergrond
Born to Be Wild is geschreven door Mars Bonfire, de broer van Steppenwolf-drummer Jerry Edmonton, en was oorspronkelijk een ballad. Bonfire was eerder lid van de band The Sparrows, die later op zou gaan in Steppenwolf. Alhoewel hij het nummer eerder aanbood aan andere bands, werd het voor het eerst opgenomen door Steppenwolf in een snellere versie met een ander arrangement. Het wordt beschouwd als het eerste heavy metal-nummer, aangezien deze woorden in de tekst voorkomen ("I like smoke and lightning, heavy metal thunder"). Ook wordt het gezien als een belangrijk nummer binnen de tegencultuur van de jaren '60 en is populair onder motorrijders. Het laatste wordt benadrukt vanwege het gebruik in de motorfilm Easy Rider uit 1969. Oorspronkelijk wilde producer en acteur Peter Fonda muziek gebruiken van Crosby, Stills & Nash en werd het nummer van Steppenwolf enkel gebruikt als placeholder, maar na verloop van tijd werd duidelijk dat het goed bij de film paste.
Born to Be Wild is het succesvolste lied van Steppenwolf; het behaalde de tweede plaats in de Verenigde Staten, terwijl in het thuisland Canada de toppositie werd behaald. Ook was het, naast het later in 1968 verschenen Magic Carpet Ride, het enige nummer dat aansloeg in Europa met onder anderen een twintigste plaats in Duitsland en een dertigste positie in het Verenigd Koninkrijk. In de Nederlandse Top 40 kwam het oorspronkelijk niet verder dan de 32e plaats, maar bij heruitgaven in 1973 en 1990 kwam het respectievelijk tot de zestiende en vierde plaats. In Vlaanderen stond het nummer in 1968 en 1990 in de lijst, met een zestiende plaats tijdens de eerste reeks als hoogste notering. In 2004 zette het tijdschrift Rolling Stone het nummer op plaats 129 in hun lijst The 500 Greatest Songs of All Time. In 2018 werd het nummer tevens opgenomen in de Rock and Roll Hall of Fame in een nieuwe categorie die enkel voor singles is bedoeld.
Born to Be Wild is gecoverd door onder meer Rose Tattoo, Kim Wilde, Tanja Dexters, Hinder, Etta James, Link Wray, Slade, The Cult, INXS, Ozzy Osbourne met Miss Piggy, Bruce Springsteen, Slayer, Blue Öyster Cult, Status Quo, Fanfare Ciocărlia, Krokus, Wilson Pickett, La Renga, Jess Greenberg en Zodiac Mindwarp.

## Hitnoteringen

### Nederlandse Top 40
| Hitnotering week 1 t/m 4: 05-10-1968 t/m 26-10-1968 Hitnotering week 5 t/m 9: 28-07-1973 t/m 25-08-1973 Hitnotering week 10 t/m 18: 27-10-1990 t/m 22-12-1990 | Hitnotering week 1 t/m 4: 05-10-1968 t/m 26-10-1968 Hitnotering week 5 t/m 9: 28-07-1973 t/m 25-08-1973 Hitnotering week 10 t/m 18: 27-10-1990 t/m 22-12-1990 | Hitnotering week 1 t/m 4: 05-10-1968 t/m 26-10-1968 Hitnotering week 5 t/m 9: 28-07-1973 t/m 25-08-1973 Hitnotering week 10 t/m 18: 27-10-1990 t/m 22-12-1990 | Hitnotering week 1 t/m 4: 05-10-1968 t/m 26-10-1968 Hitnotering week 5 t/m 9: 28-07-1973 t/m 25-08-1973 Hitnotering week 10 t/m 18: 27-10-1990 t/m 22-12-1990 | Hitnotering week 1 t/m 4: 05-10-1968 t/m 26-10-1968 Hitnotering week 5 t/m 9: 28-07-1973 t/m 25-08-1973 Hitnotering week 10 t/m 18: 27-10-1990 t/m 22-12-1990 | Hitnotering week 1 t/m 4: 05-10-1968 t/m 26-10-1968 Hitnotering week 5 t/m 9: 28-07-1973 t/m 25-08-1973 Hitnotering week 10 t/m 18: 27-10-1990 t/m 22-12-1990 | Hitnotering week 1 t/m 4: 05-10-1968 t/m 26-10-1968 Hitnotering week 5 t/m 9: 28-07-1973 t/m 25-08-1973 Hitnotering week 10 t/m 18: 27-10-1990 t/m 22-12-1990 | Hitnotering week 1 t/m 4: 05-10-1968 t/m 26-10-1968 Hitnotering week 5 t/m 9: 28-07-1973 t/m 25-08-1973 Hitnotering week 10 t/m 18: 27-10-1990 t/m 22-12-1990 | Hitnotering week 1 t/m 4: 05-10-1968 t/m 26-10-1968 Hitnotering week 5 t/m 9: 28-07-1973 t/m 25-08-1973 Hitnotering week 10 t/m 18: 27-10-1990 t/m 22-12-1990 | Hitnotering week 1 t/m 4: 05-10-1968 t/m 26-10-1968 Hitnotering week 5 t/m 9: 28-07-1973 t/m 25-08-1973 Hitnotering week 10 t/m 18: 27-10-1990 t/m 22-12-1990 | Hitnotering week 1 t/m 4: 05-10-1968 t/m 26-10-1968 Hitnotering week 5 t/m 9: 28-07-1973 t/m 25-08-1973 Hitnotering week 10 t/m 18: 27-10-1990 t/m 22-12-1990 | Hitnotering week 1 t/m 4: 05-10-1968 t/m 26-10-1968 Hitnotering week 5 t/m 9: 28-07-1973 t/m 25-08-1973 Hitnotering week 10 t/m 18: 27-10-1990 t/m 22-12-1990 | Hitnotering week 1 t/m 4: 05-10-1968 t/m 26-10-1968 Hitnotering week 5 t/m 9: 28-07-1973 t/m 25-08-1973 Hitnotering week 10 t/m 18: 27-10-1990 t/m 22-12-1990 | Hitnotering week 1 t/m 4: 05-10-1968 t/m 26-10-1968 Hitnotering week 5 t/m 9: 28-07-1973 t/m 25-08-1973 Hitnotering week 10 t/m 18: 27-10-1990 t/m 22-12-1990 | Hitnotering week 1 t/m 4: 05-10-1968 t/m 26-10-1968 Hitnotering week 5 t/m 9: 28-07-1973 t/m 25-08-1973 Hitnotering week 10 t/m 18: 27-10-1990 t/m 22-12-1990 | Hitnotering week 1 t/m 4: 05-10-1968 t/m 26-10-1968 Hitnotering week 5 t/m 9: 28-07-1973 t/m 25-08-1973 Hitnotering week 10 t/m 18: 27-10-1990 t/m 22-12-1990 | Hitnotering week 1 t/m 4: 05-10-1968 t/m 26-10-1968 Hitnotering week 5 t/m 9: 28-07-1973 t/m 25-08-1973 Hitnotering week 10 t/m 18: 27-10-1990 t/m 22-12-1990 | Hitnotering week 1 t/m 4: 05-10-1968 t/m 26-10-1968 Hitnotering week 5 t/m 9: 28-07-1973 t/m 25-08-1973 Hitnotering week 10 t/m 18: 27-10-1990 t/m 22-12-1990 | Hitnotering week 1 t/m 4: 05-10-1968 t/m 26-10-1968 Hitnotering week 5 t/m 9: 28-07-1973 t/m 25-08-1973 Hitnotering week 10 t/m 18: 27-10-1990 t/m 22-12-1990 | Hitnotering week 1 t/m 4: 05-10-1968 t/m 26-10-1968 Hitnotering week 5 t/m 9: 28-07-1973 t/m 25-08-1973 Hitnotering week 10 t/m 18: 27-10-1990 t/m 22-12-1990 | Hitnotering week 1 t/m 4: 05-10-1968 t/m 26-10-1968 Hitnotering week 5 t/m 9: 28-07-1973 t/m 25-08-1973 Hitnotering week 10 t/m 18: 27-10-1990 t/m 22-12-1990 | Hitnotering week 1 t/m 4: 05-10-1968 t/m 26-10-1968 Hitnotering week 5 t/m 9: 28-07-1973 t/m 25-08-1973 Hitnotering week 10 t/m 18: 27-10-1990 t/m 22-12-1990 | Hitnotering week 1 t/m 4: 05-10-1968 t/m 26-10-1968 Hitnotering week 5 t/m 9: 28-07-1973 t/m 25-08-1973 Hitnotering week 10 t/m 18: 27-10-1990 t/m 22-12-1990 |
| Week | 1 | 2 | 3 | 4 | | 5 | 6 | 7 | 8 | 9 | | 10 | 11 | 12 | 13 | 14 | 15 | 16 | 17 | 18 | | |
| --- | --- | --- | --- | --- | --- | --- | --- | --- | --- | --- | --- | --- | --- | --- | --- | --- | --- | --- | --- | --- | --- | --- |
| Positie | 40 | 32 | 39 | 40 | uit | 25 | 19 | 16 | 21 | 39 | uit | 28 | 13 | 7 | 5 | 4 | 5 | 11 | 21 | 31 | uit | |

### Nationale Top 100
| Hitnotering week 1 t/m 3: 14-08-1973 t/m 28-08-1973 Hitnotering week 4 t/m 17: 13-10-1990 t/m 19-01-1991 | Hitnotering week 1 t/m 3: 14-08-1973 t/m 28-08-1973 Hitnotering week 4 t/m 17: 13-10-1990 t/m 19-01-1991 | Hitnotering week 1 t/m 3: 14-08-1973 t/m 28-08-1973 Hitnotering week 4 t/m 17: 13-10-1990 t/m 19-01-1991 | Hitnotering week 1 t/m 3: 14-08-1973 t/m 28-08-1973 Hitnotering week 4 t/m 17: 13-10-1990 t/m 19-01-1991 | Hitnotering week 1 t/m 3: 14-08-1973 t/m 28-08-1973 Hitnotering week 4 t/m 17: 13-10-1990 t/m 19-01-1991 | Hitnotering week 1 t/m 3: 14-08-1973 t/m 28-08-1973 Hitnotering week 4 t/m 17: 13-10-1990 t/m 19-01-1991 | Hitnotering week 1 t/m 3: 14-08-1973 t/m 28-08-1973 Hitnotering week 4 t/m 17: 13-10-1990 t/m 19-01-1991 | Hitnotering week 1 t/m 3: 14-08-1973 t/m 28-08-1973 Hitnotering week 4 t/m 17: 13-10-1990 t/m 19-01-1991 | Hitnotering week 1 t/m 3: 14-08-1973 t/m 28-08-1973 Hitnotering week 4 t/m 17: 13-10-1990 t/m 19-01-1991 | Hitnotering week 1 t/m 3: 14-08-1973 t/m 28-08-1973 Hitnotering week 4 t/m 17: 13-10-1990 t/m 19-01-1991 | Hitnotering week 1 t/m 3: 14-08-1973 t/m 28-08-1973 Hitnotering week 4 t/m 17: 13-10-1990 t/m 19-01-1991 | Hitnotering week 1 t/m 3: 14-08-1973 t/m 28-08-1973 Hitnotering week 4 t/m 17: 13-10-1990 t/m 19-01-1991 | Hitnotering week 1 t/m 3: 14-08-1973 t/m 28-08-1973 Hitnotering week 4 t/m 17: 13-10-1990 t/m 19-01-1991 | Hitnotering week 1 t/m 3: 14-08-1973 t/m 28-08-1973 Hitnotering week 4 t/m 17: 13-10-1990 t/m 19-01-1991 | Hitnotering week 1 t/m 3: 14-08-1973 t/m 28-08-1973 Hitnotering week 4 t/m 17: 13-10-1990 t/m 19-01-1991 | Hitnotering week 1 t/m 3: 14-08-1973 t/m 28-08-1973 Hitnotering week 4 t/m 17: 13-10-1990 t/m 19-01-1991 | Hitnotering week 1 t/m 3: 14-08-1973 t/m 28-08-1973 Hitnotering week 4 t/m 17: 13-10-1990 t/m 19-01-1991 | Hitnotering week 1 t/m 3: 14-08-1973 t/m 28-08-1973 Hitnotering week 4 t/m 17: 13-10-1990 t/m 19-01-1991 | Hitnotering week 1 t/m 3: 14-08-1973 t/m 28-08-1973 Hitnotering week 4 t/m 17: 13-10-1990 t/m 19-01-1991 | Hitnotering week 1 t/m 3: 14-08-1973 t/m 28-08-1973 Hitnotering week 4 t/m 17: 13-10-1990 t/m 19-01-1991 |
| Week | 1 | 2 | 3 | | 4 | 5 | 6 | 7 | 8 | 9 | 10 | 11 | 12 | 13 | 14 | 15 | 16 | 17 | |
| --- | --- | --- | --- | --- | --- | --- | --- | --- | --- | --- | --- | --- | --- | --- | --- | --- | --- | --- | --- |
| Positie                                                                                                  | 22 | 14 | 19 | uit | 93 | 73 | 50 | 23 | 9 | 6 | 5 | 5 | 13 | 27 | 43 | 64 | 82 | 100 | uit |

### NPO Radio 2 Top 2000
| Nummer met noteringen in de NPO Radio 2 Top 2000 | '99 | '00 | '01 | '02 | '03 | '04 | '05 | '06 | '07 | '08 | '09 | '10 | '11 | '12 | '13 | '14 | '15 | '16 | '17 | '18 | '19  | '20 | '21  | '22  | '23  | '24  |
| ------------------------------------------------ | --- | --- | --- | --- | --- | --- | --- | --- | --- | --- | --- | --- | --- | --- | --- | --- | --- | --- | --- | --- | ---- | --- | ---- | ---- | ---- | ---- |
| Born to Be Wild                                  | 272 | 281 | 509 | 489 | 459 | 323 | 587 | 516 | 710 | 509 | 764 | 884 | 659 | 566 | 595 | 884 | 750 | 754 | 729 | 885 | 1013 | 995 | 1138 | 1261 | 1294 | 1371 |

1. ↑  Een vetgedrukt getal geeft de hoogste notering aan.